# Палтога
Па́лтога — деревня в Вытегорском районе Вологодской области России, административный центр Казаковского сельского поселения.

## География
Расположена на трассе Р37. Расстояние по автодороге до районного центра Вытегры — 17 км. Ближайшие населённые пункты — Ежины (6 км), Кюршево (4 км) и Новинка (6 км).

## История
Деревня образована 27 июня 2001 года в результате объединения деревень Акулово, Аристово, Васюково, Казаково, Коробейниково, Кузнецово, Палтогский Перевоз, Рухтиново, Семёново, Сухарево, Тронино, Угольщина, Чебаково и Яшково. От бывшей деревни Казаково Палтога «унаследовала» статус центра сельсовета и код ОКАТО.

## Население
| 2010 |
| ---- |
| 261  |

## Общие сведения
В населённом пункте действует МБОУ «Палтогская школа-интернат для обучающихся с ОВЗ», библиотека, дом культуры, почтовое отделение, торговые точки.
На территории Палтоги находятся два православных храма: церковь Богоявления Господня (1733 года постройки) и церковь Иконы Божьей Матери Знамение (1810 года постройки)
Деревянную Богоявленскую церковь начали реставрировать в 1990-х годах, однако необходимые работы не были окончены и это привело к обрушению храма 27 января 2009 года. Строительные леса не были разобраны, они и стали причиной обрушения верхней части храма — по-видимому, на лесах скапливался снег, влага попадала на стену, венцы прогнили. Последние 40 лет здание пустовало, до этого в нём размещался клуб. В 2015 году реставрацию возобновили, сначала на средства гранта в 13 млн рублей, в 2018 году из федерального бюджета в рамках программы «Культура России» было выделено ещё 13,5 млн рублей. В 2019 году реставрационные работы основного здания завершены.

## Известные уроженцы
- Сепсякова Т. Ф. (1927—1981) — Народный учитель СССР[9].